# Das Floß der Medusa
Das Floß der Medusa (französisch Le Radeau de la Méduse) ist ein Gemälde des französischen Romantikers Théodore Géricault (1791–1824). Dieser schuf das Bild 1819 in Öl auf Leinwand. Das großformatige, 4,91 × 7,16 Meter messende Bild hängt heute im Louvre in Paris.

## Hintergrund
Als Géricault das Gemälde 1819 beim Pariser Salon zur Ausstellung einreichte, war er sich der öffentlichen Provokation durch das Motiv durchaus bewusst und wählte daher nicht von ungefähr den unverfänglichen Titel Szene eines Schiffbruchs. Kaum war es dort der Öffentlichkeit präsentiert worden, wurde den Ausstellern und Salonbesuchern klar, dass Géricault Frankreich mit diesem Bild ein unangenehmes Vermächtnis hinterlassen würde: die Erinnerung an einen skandalösen Vorfall aus dem Jahr 1816, der zur Entlassung des für die Marine zuständigen Ministers und von 200 Marineoffizieren führte und den die französischen Zeitgenossen lieber dem Vergessen anheimgegeben hätten.
1816 hatte England die während der Napoleonischen Kriege besetzte westafrikanische Kolonie Senegal an Frankreich zurückgegeben. Dies war für die französische Regierung der Anlass, einen Verband aus vier Schiffen mit Infanteristen zum Schutze des überseeischen Besitzes sowie Verwaltungsbeamten und Forschern nach Afrika zu entsenden. Die Fregatte Méduse gehörte diesem Konvoi an. Unter den annähernd 400 Personen an Bord des Schiffes befand sich auch der neue Gouverneur des Senegal, der Royalist Julien-Désiré Schmaltz. Die Méduse stand unter dem Kommando des Kapitäns Hugues Duroy de Chaumareys, der, vor Napoleon geflohen, seine Karriere nicht auf See, sondern 25 Jahre lang in Emigrantensalons von Koblenz und London gemacht hatte.
Nachdem das Schiff auf Grund gelaufen und das Wiederfreikommen misslungen war, befahl Kapitän de Chaumareys den Bau eines Floßes aus den Masten und Rahen der Medusa, da für die 400 Menschen an Bord nur sechs Boote vorhanden waren. Das Floß mit den beachtlichen Ausmaßen von 8 × 15 Meter musste 149 Menschen aufnehmen. Die Boote sollten das Floß an Land ziehen. Nach kurzer Zeit kappte man die Seile. Auf dem Floß kam es in Folge der fehlenden Nahrung zu Kannibalismus, so dass schließlich noch 15 Personen gerettet werden konnten, von denen dann jedoch 5 weitere starben.

## Studien und vorbereitende Werke

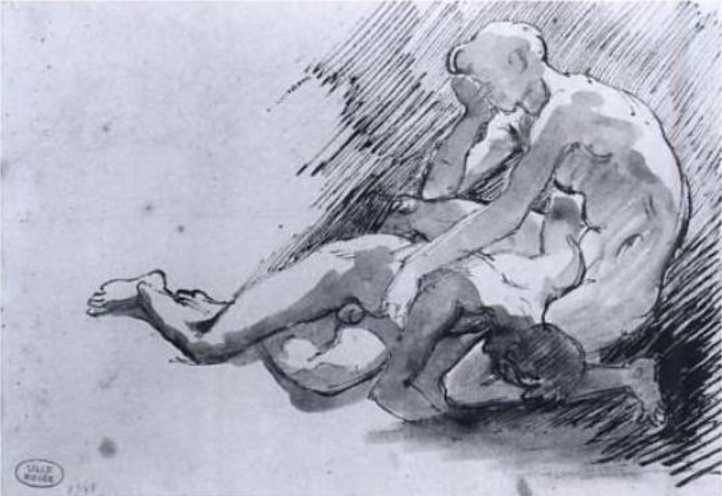
Géricaults Studie, Feder und braune Tinte, 17,6 cm × 24,5 cm, ausgestellt im Palais des Beaux Arts, Lille

Géricault hegte eine tiefe Faszination für das Schiffsunglück und stellte fest, dass ein Werk, welches dieses Unglück verarbeitete, seine Stellung als Kunstmaler entscheidend verbessern könnte. Nach seinem Entschluss, die Medusa in einem Gemälde darzustellen, begann er mit umfassenden Recherchen. Im Jahre 1818 traf er zwei Überlebende des Unglücks, Henri Savigny, einen Arzt, und Alexandre Corréard, einen an der École nationale supérieure d’arts et métiers ausgebildeten Ingenieur. Nach dem Kunsthistoriker Georges-Antoine Borias eröffnete Géricault sein Studio gegenüber dem Beaujon-Krankenhaus, und ein „trauerhafter Abstieg begann. Hinter verschlossenen Türen warf er sich in seine Arbeit. Nichts widerte ihn an. Er war gefürchtet und wurde vermieden.“
Frühere Reisen hatten Géricault schon mit Patienten bekannt gemacht, die unter Pest und psychischen Krankheiten litten, und während seiner Recherchen für die „Medusa“ wuchs in ihm ein obsessives Interesse an einer originalgetreuen Abbildung von Leichen und der Leichenstarre. So skizzierte er in der Leichenhalle des Beaujon-Krankenhauses, studierte die Gesichter von sterbenden Patienten, und brachte amputierte Gliedmaßen in sein Studio, um deren Verwesung zu studieren. Auf einem 1818/1819 erstellten Gemälde sind einige dieser abgetrennten Körperteile zu sehen. Ebenso zeichnete er, während zweier Wochen, einen abgetrennten Kopf, den er von einer Irrenanstalt ausgeliehen hatte. Um eine übermäßige Geruchsbelastung zu vermeiden, verstaute er diesen auf dem Dach seines Studios.

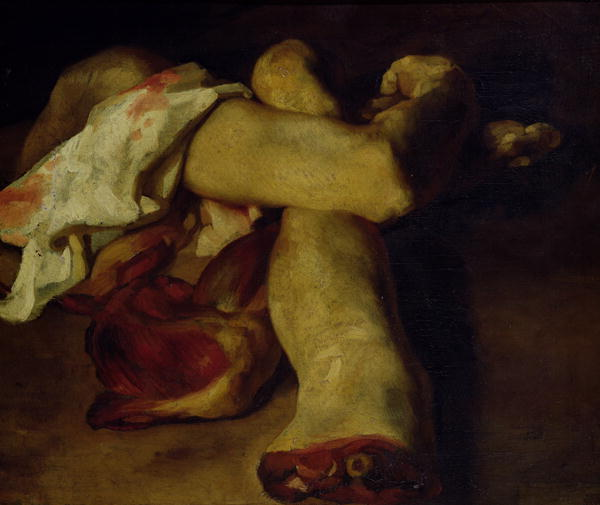
Studie, abgetrennte Körperteile

In einer weiteren Phase arbeitete er mit Corréard, Savigny und einem weiteren Überlebenden des Unglücks, dem Schreiner Lavillette, an einem detaillierten, jedoch verkleinerten Modell des Floßes. Dieses wurde letztlich auf der Leinwand abgebildet. Géricault beauftragte Modelle, dokumentierte sein Wissen über das Floß und das Unglück in einem Dossier, kopierte relevante Gemälde anderer Künstler, und reiste zuletzt auch nach Le Havre, um die See und den Himmel zu studieren. Ein Besuch bei britischen Künstlern erlaubte es ihm ebenfalls, während der Ärmelkanal-Querung die See zu studieren.
Géricault plante ursprünglich, mehrere Momente der Schiffskatastrophe darzustellen, und zeichnete und malte daher verschiedene Entwürfe. Letztlich stieß er auf Schwierigkeiten, und nach einer langwierigen Entscheidung kam er zum Schluss, nur noch eine dramatische Szene darzustellen. Unter den zuletzt geprüften Alternativen befanden sich die Meuterei gegen die Offiziere, der Kannibalismus, und die Rettung – welche letztlich umgesetzt wurde: Das Schiff Argus am Horizont, welches sie mit Signalen auf sich aufmerksam machen wollten – aber es fuhr vorbei. Gut informierte Betrachter wüssten, wie diese Szene einzuordnen sei – sie stellte jenen Moment dar, als für die Besatzung alle Hoffnung verloren schien. Jedoch tauchte die Argus zwei Stunden später wieder auf und nahm die Überlebenden an Bord.

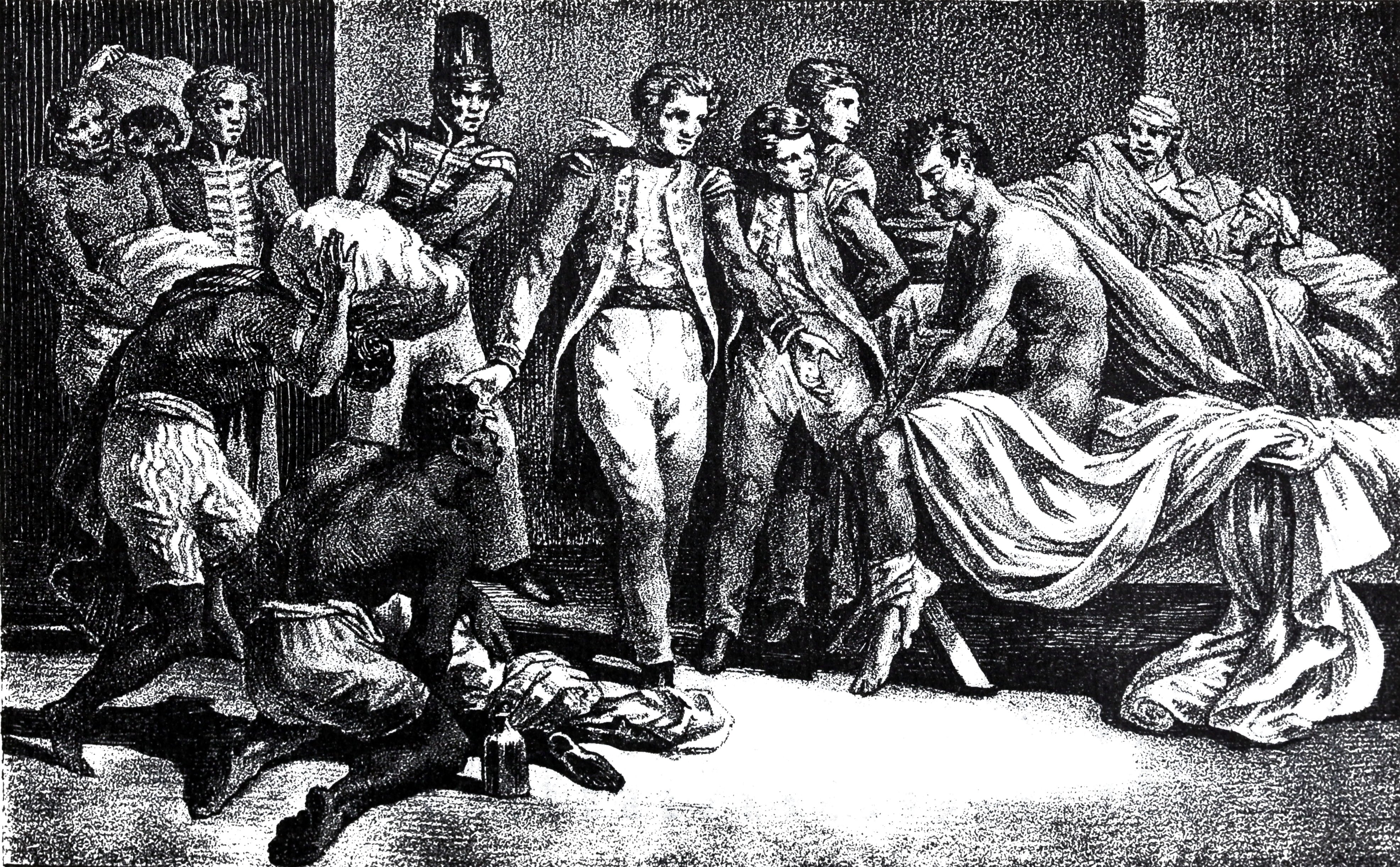
Gerettete Besatzung der Méduse, Lithographie von C. Motte, nach einem Werk von Géricault

Der Autor Rupert Christiansen wies darauf hin, dass das Gemälde mehr Menschen zeigt, als während der Rettung an Bord waren. Ebenso fanden die Retter keine Leichen vor. Auch hatte Géricault das Wetter dramatischer dargestellt. Es handelte sich um einen sonnigen Morgen mit ruhiger See, und nicht um einen aufziehenden Sturm.

## Das Bild

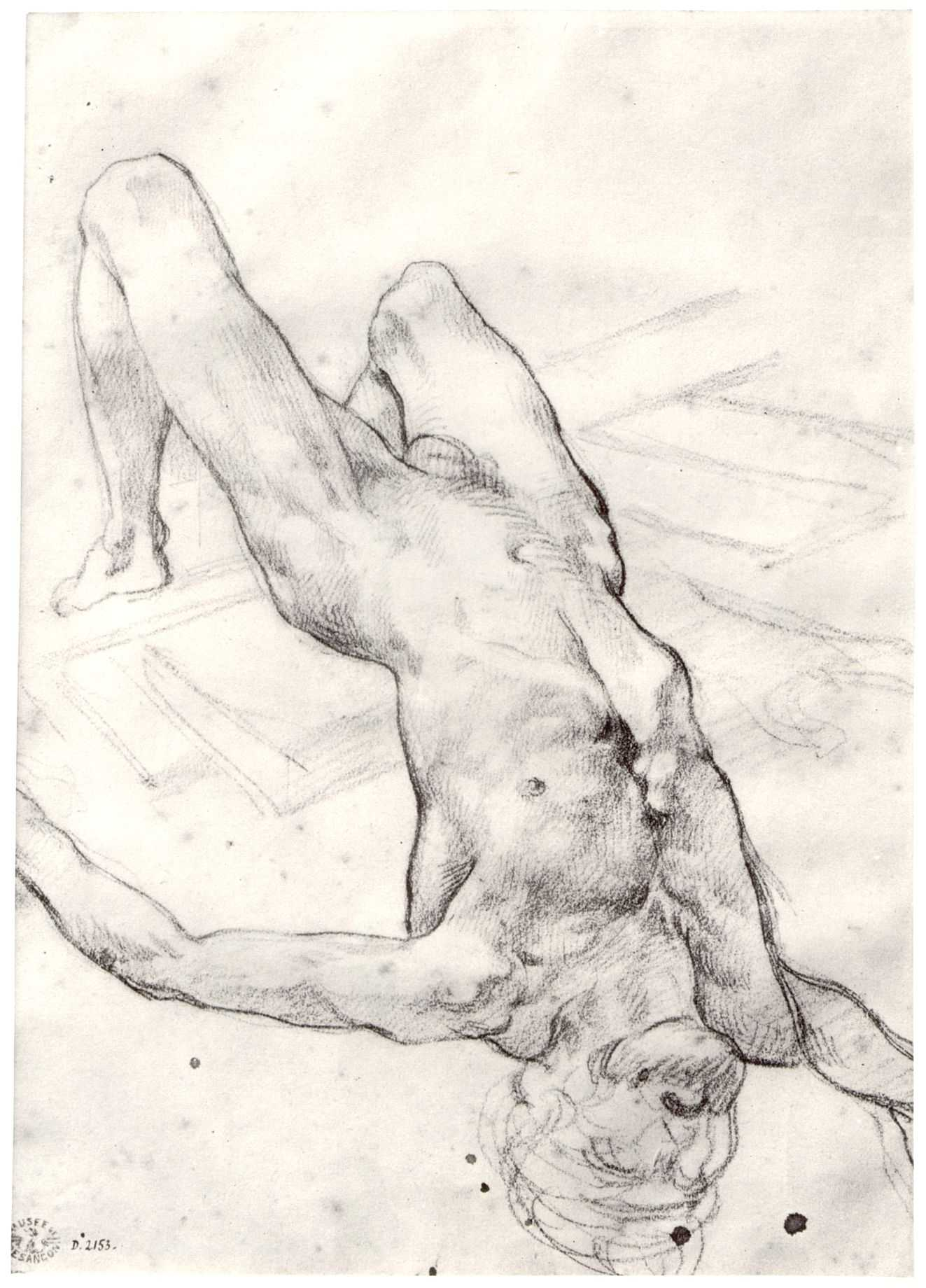
Studie von 1818

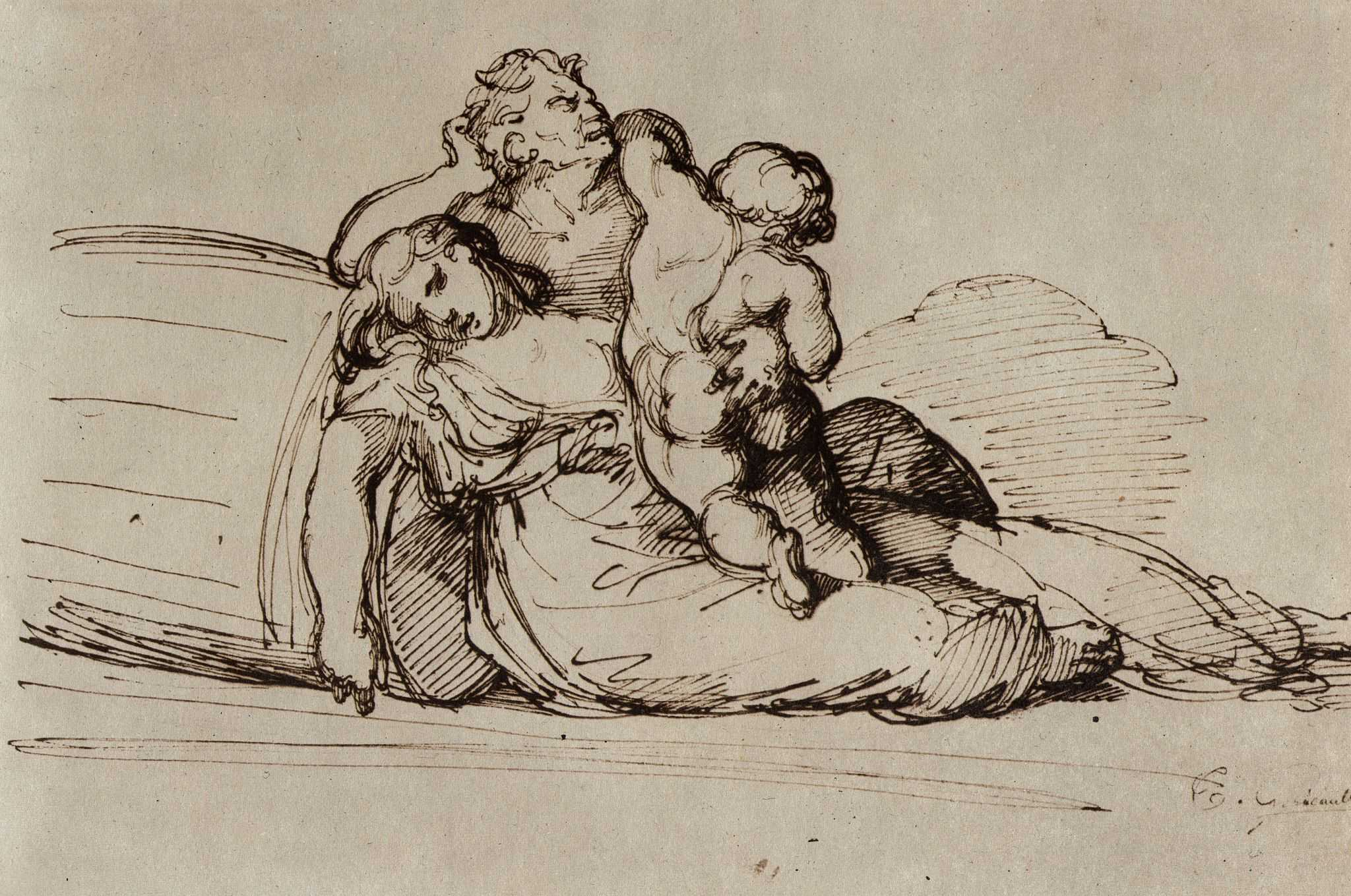
Frühe Studie für eine Version, die den Ausbruch der Meuterei zeigen sollte

Auf das Bild hatte sich Géricault gut vorbereitet: Er studierte Beschaffenheit und Farbe von Leichen, skizzierte im Vorfeld zahlreiche Szenen – u. a. eine Kannibalismusszene, die er wieder verwarf – und sprach ausführlich mit dem Arzt Savigny, den er im Bild porträtierte (es ist der bärtige Mann links neben dem Mast). Trotz des realen Hintergrunds ist das Gemälde Ausdruck hoher künstlerischer Freiheit. Dass das Floß erheblich größer gewesen ist, wird von Géricault im linken Bereich des Bildes lediglich angedeutet. Im Übrigen darf man annehmen, dass die überlebenden Offiziere und Infanteristen uniformiert gewesen sind und dass die Schiffbrüchigen nach 13 Tagen des Hungers ausgemergelte Erscheinungen waren. Die erstaunlich muskulösen Menschenleiber türmen sich im Bild zu einer Pyramide auf. Die stürmische See und die bedrohlichen Wolken entsprechen ebenfalls nicht den damaligen Bedingungen. Dass die Verzweifelten der Sonnenglut ausgesetzt waren, schien Géricault nicht der hinreichende Ausdruck für die Hilflosigkeit und die Todesangst der Schiffbrüchigen zu sein. Auch das sich blähende Segel dürfte in der Form nicht vorhanden gewesen sein. Die Besatzung der Argus berichtete davon, dass sie bei Sichtung des Floßes zunächst davon ausgegangen war, bei den am Mast und Seilen befestigten Fetzen handele es sich um Reste eines Segels oder Wäsche, tatsächlich war es in Stücke geschnittenes Menschenfleisch, das zum Dörren aufgehängt worden war.
Der rechts unten im Wasser hängende Körper wurde von Géricault kurz vor der öffentlichen Präsentation aus kompositorischen Gründen nachträglich hinzugefügt, um die Pyramidenform der Leiber herzustellen. Aus diesem Grund ist der eingefügte Torso im Verhältnis zu den anderen Körpern deutlich größer geraten. Die Ausstellung des Bildes brachte dem Künstler nicht die erhoffte sofortige Anerkennung – eine subjektiv empfundene Niederlage, von der er sich zeit seines Lebens nicht erholte. Heute gilt das Gemälde als ein großes Meisterwerk der französischen Malerei. Es sei „Teil des französischen Selbstbildes wie die Mona Lisa oder der Eiffelturm.“

## Weitere das Thema aufgreifende Werke
- 1940 bis 1943 schrieb Georg Kaiser ein Theaterstück mit dem Titel Das Floß der Medusa.
- 1958 verwendete der belgische Comic-Zeichner Hergé das Motiv in dem Tim-und-Struppi-Band Kohle an Bord. Die Titelseite zeigt Tim, Struppi, Kapitän Haddock und Pjotr Klap auf einem Floß durch ein Fernrohr betrachtet. Dies ist eine direkte Anspielung auf das Bild. In der Geschichte wird die Anspielung sogar noch deutlicher. Der Kapitän fällt ins Wasser und taucht mit einer Medusa auf dem Kopf wieder auf, worauf Tim in der französischen Originalausgabe spottet: „Jetzt ist das endgültig das Floß der Medusa geworden.“
- 1967 parodierten Albert Uderzo und René Goscinny in ihrem Asterix-Band Asterix als Legionär das Bild. Besetzt ist das Floß hier mit den als Running Gag immer wieder auftauchenden Piraten, die zuvor wieder einmal von den Galliern versenkt worden sind. In einer französischsprachigen Originalausgabe sagt der Kapitän außerdem „Je suis médusé“, was wörtlich eigentlich nur „Ich bin verblüfft“ heißt.
- 1968 schrieb der Komponist Hans Werner Henze ein szenisches Oratorium mit dem Titel Das Floß der Medusa, dessen Uraufführung in Hamburg platzte, weil die West-Berliner Mitwirkenden nicht bereit waren, unter dem Porträt Che Guevaras und einer Revolutionsfahne zu musizieren.[3]
- 1969 publizierte der Schriftsteller Vercors den Roman Das Floß der Medusa. Im Roman selbst wird der thematische Bezug zwischen dessen Inhalt und dem Gemälde dargestellt. Auch dort geht es um die Französische Gesellschaft der Zwischenkriegszeit.
- In seinem 1975 erschienenen Roman Die Ästhetik des Widerstands reflektiert Peter Weiss neben der Geschichte vieler anderer Kunstwerke Darstellungsstil und -absicht des Bildes sowie dessen Rezeptionsgeschichte.
- 1980 entstand im damaligen Jugoslawien der Spielfilm Splav meduze (Das Floß der Medusa) von Karpo Aćimović Godina um eine Gruppe exzentrischer, anarchistisch-dadaistischer Künstler, die in den 1920er Jahren in einem serbischen Dorf stranden.
- 1985 wurde das Werk von den Pogues als Vorlage für das Cover ihres Albums Rum, Sodomy & The Lash benutzt. Dabei wurden die Gesichter der Bandmitglieder in das Bild eingearbeitet.
- In seinem 1989 erschienenen Roman A History of the World in 10½ Chapters widmet der britische Schriftsteller Julian Barnes das fünfte Kapitel, Shipwreck, dem Bild und dessen Entstehungsgeschichte.
- Am Anfang der 1990er formte der Bildhauer John Connell in seinem Projekt um das Floß, einem gemeinschaftlichen Projekt mit dem Maler Eugene Newmann, Das Floß der Medusa nach. Er fertigte lebensgroße Skulpturen aus Holz, Papier und Teer an, die er auf das große hölzerne Floß platzierte.
- 1998 kam der Film Le radeau de la Méduse (Das Floß der Mesuda) von Iradj Azimi, der die Entstehung und die Hintergrundgeschichte des Bildes thematisiert, in die französischen Kinos. In den Hauptrollen spielten Jean Yanne als Chaumareys, Philippe Laudenbach als Julien Schmaltz, Claude Jade als Reine Schmaltz, Alain Macé als Savigny und Laurent Terzieff als Géricault.
- 2004 veröffentlichte Günter Seuren seinen Roman Das Floß der Medusa. Er schildert darin den Ausnahmezustand auf dem hoffnungslosen Floß und zeigt die Parallelen dieser desaströsen Situation mit der Welt von heute.
- Das 2008 uraufgeführte Theaterstück Windstrich des deutschen Dramatikers Walter Weyers bezieht sich unmittelbar auf Gemälde wie Ereignis.
- Ein Ausschnitt des Werkes dient dem 2009 erschienenen Album The Divinity Of Oceans der deutschen Funeral-Doom-Metal-Band Ahab als Cover.
- 2012 veröffentlichte der Psychologe und Autor Wolfgang Schmidbauer unter dem Titel Das Floß der Medusa ein Sachbuch über die gegenwärtige Häufung von Krisen, die Gefahr, sie nicht rechtzeitig in ihrem Ausmaß zu erkennen, und über mögliche Auswege aus einer sich möglicherweise anbahnenden Katastrophe.
- 2014 widmete sich Henning Mankell (1948–2015) in seinem letzten Buch Treibsand im 20. Kapitel (Das Floß des Todes) dem Bild und dessen geschichtlichem Hintergrund.
- In der Flüchtlingskrise in Europa 2015 zitierte Banksy das Motiv in einem Stencil in Calais: Auf dem Floß sind nun moderne Flüchtlinge zu sehen, im Hintergrund statt der Argus eine moderne Yacht mit Hubschrauber. Nahe der Stadt befindet sich zu diesem Zeitpunkt ein illegales Flüchtlingscamp. Auf seiner Website kommentierte Banksy sein Werk mit „We’re not all in the same boat“.[4][5]
- 2016 führte der Webcomic SMBC das Floß als Extrem einer finsteren Moral an.[6]
- 2017 erschien der Roman Das Floß der Medusa des Schriftstellers Franzobel, der allerdings die vorangegangene Schiffsreise und die Havarie des Schiffes Méduse thematisiert.
- 2017 spielte das Gemälde eine wichtige Rolle in der Folge Ein dunkles Werk der französischen Krimiserie Art of Crime.[7]
- 2021 taucht das Gemälde in der 5. Folge Wahrheit (Truth) der Marvel-Serie The Falcon and the Winter Soldier auf, allerdings nicht im Louvre hängend, sondern in einer musealen Umgebung an einer Wand lehnend. In derselben Szene wird auch das Gemälde Camille Monet und Sohn Jean auf dem Hügel gezeigt, vermutlich um ein Setting für ein Telefonat von Sharon Carter mit Georges Batroc zu charakterisieren, in dem berühmte und kostbare (möglicherweise gestohlene) Kunstwerke gesammelt sind. Das Bild ist aber im Kontext des Filmes auch ein Verweis auf die zunehmende Verzweiflung der Rebellengruppe Flag Smashers rund um Karli Morgenthau, die – in die Enge getrieben – zunehmend ihre eigenen moralischen Werte über Bord wirft, um das Überleben der Rebellion zu gewährleisten.
- Der Roman Aristotle and Dante Discover the Secrets of the Universe (2012) und seine Fortsetzung Aristotle and Dante Dive into the Waters of the World (2021) von Benjamin Alire Sáenz thematisieren das Gemälde im Kontext der Selbstfindung und der tiefgründigen Gespräche der Protagonisten über Kunst, Leid und menschliche Existenz.[8]